# Gomphini
Gomphini – plemię ważek z rodziny gadziogłówkowatych (Gomphidae), podrodziny Gomphinae.

## Podział systematyczny

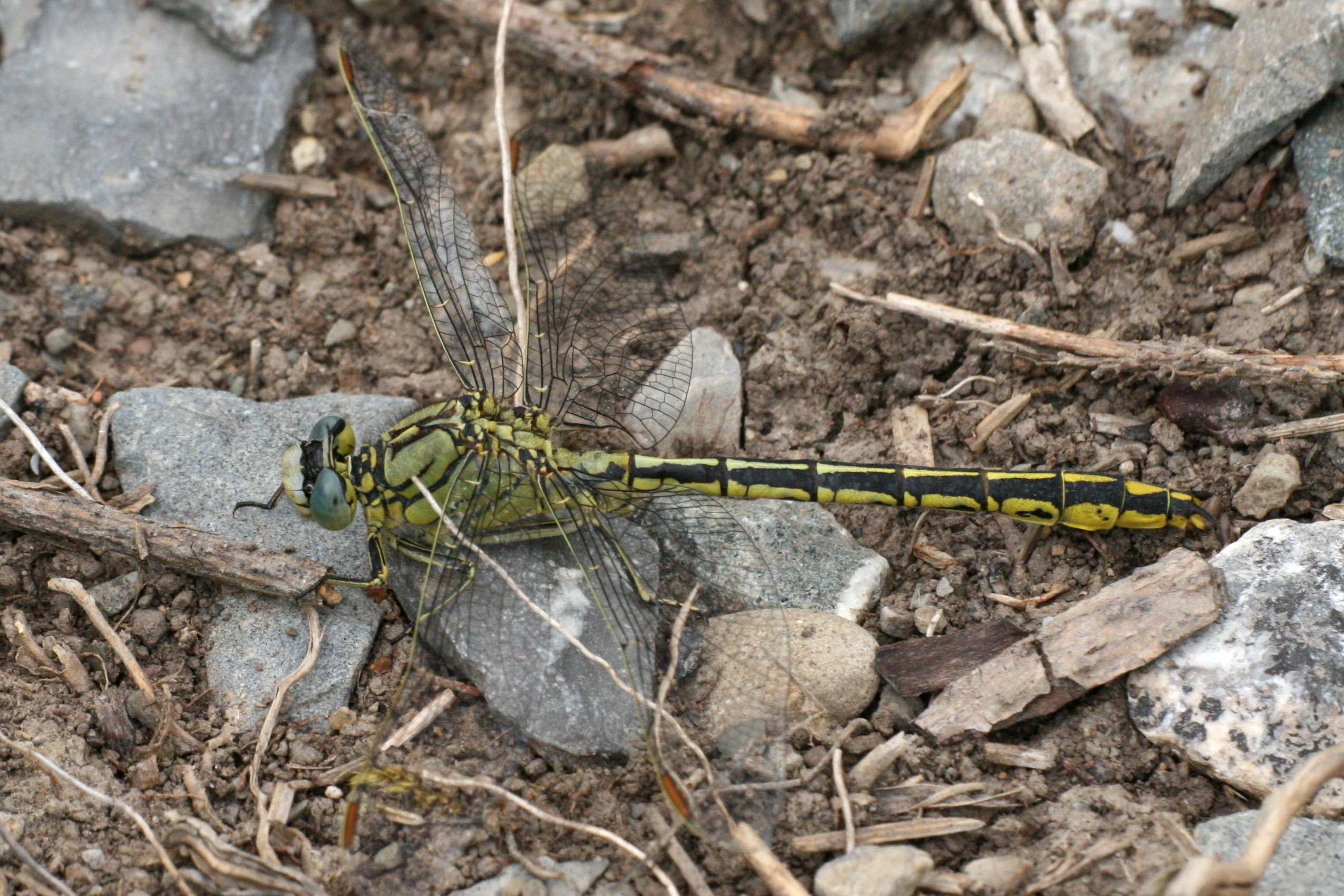
Samiec Gomphus pulchellus

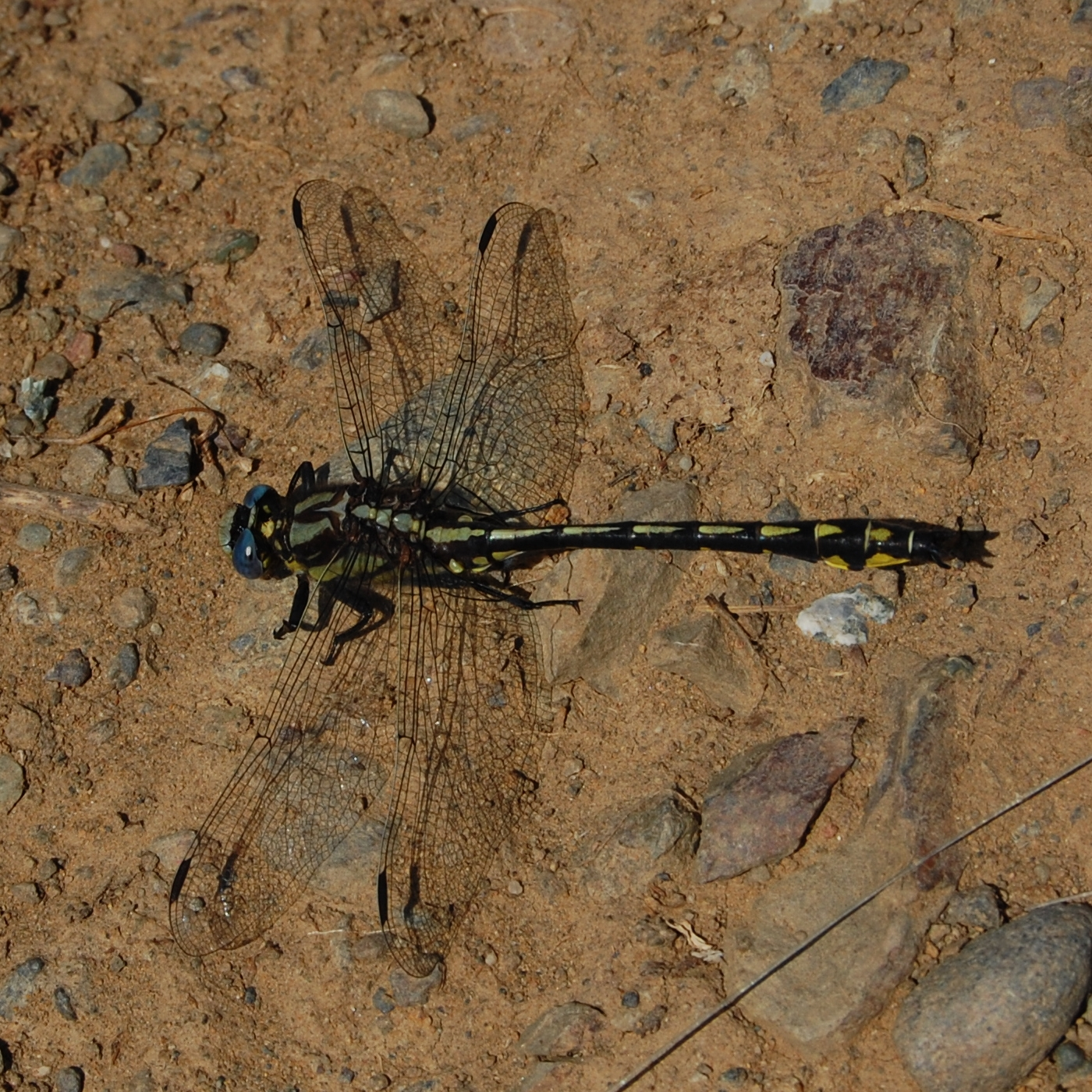
Samiec Phanogomphus kurilis

Do plemienia należą następujące rodzaje:

- Agriogomphus
- Anisogomphus
- Anormogomphus
- Antipodogomphus
- Archaeogomphus
- Arigomphus
- Armagomphus
- Asiagomphus
- Austrogomphus
- Brasiliogomphus
- Burmagomphus
- Ceratogomphus
- Cornigomphus
- Crenigomphus
- Cyanogomphus
- Cyclogomphus
- Dromogomphus
- Dubitogomphus
- Ebegomphus
- Eogomphus
- Epigomphus
- Erpetogomphus
- Euthygomphus
- Gastrogomphus
- Gomphurus
- Gomphus
- Heliogomphus
- Hylogomphus
- Isomma
- Labrogomphus
- Leptogomphus
- Lestinogomphus
- Macrogomphus
- Malgassogomphus
- Merogomphus
- Microgomphus
- Nepogomphoides
- Neurogomphus
- Notogomphus
- Odontogomphus
- Peruviogomphus
- Phaenandrogomphus
- Phanogomphus
- Phyllogomphus
- Platygomphus
- Praeviogomphus
- Shaogomphus
- Stenogomphurus
- Stylurus
- Tibiagomphus
- Tragogomphus